# Coupe Davis 1911
Navigation
Édition précédente Édition suivante
La Coupe Davis 1911 est la dixième édition de la compétition, après une interruption en 1910, année durant laquelle aucune équipe ne se porte candidate pour disputer le titre contre l'Australasie, vainqueur en 1909.
Le challenge round se déroule en janvier 1912 à Hagley Park, à Christchurch, en Nouvelle-Zélande. Le précédent vainqueur de la Coupe Davis affronte alors directement le vainqueur de la finale de l'édition en cours. 
L'Australasie, combinaison entre l'Australie et la Nouvelle-Zélande, remporte alors sa quatrième victoire consécutive en s'imposant face aux États-Unis.

## Premier tour
États-Unis -  Afrique du Sud (forfait)

## Finale

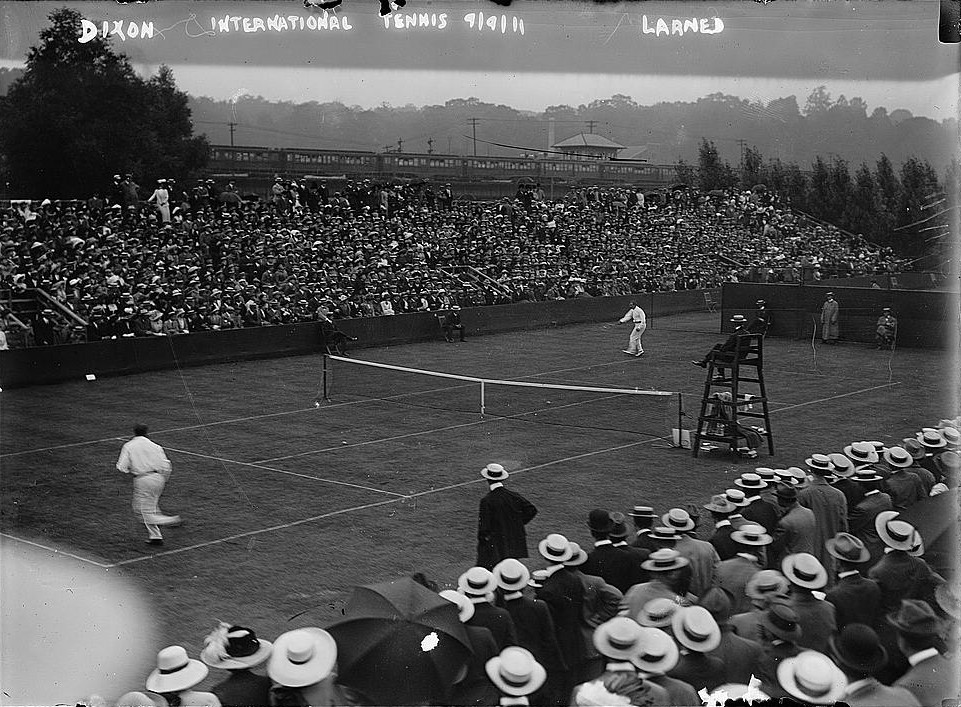
Premier match de la finale, entre William Larned et Charles Dixon.

Lieu :West Side Tennis Club, New York, États-Unis
Dates : du 9 septembre au 12 septembre 1911
 États-Unis 4-1  Royaume-Uni
- 1 William Larned (États-Unis) (V) - Charles Dixon (Grande-Bretagne) 6-3 2-6 6-3 3-6 7-5
- 2 Maurice McLoughlin(États-Unis) (V)- Arthur Lowe (Grande-Bretagne)  7- 5 6-1 4-6 4-6 6-3
- 3 Tom Bundy (États-Unis)Raymond Little (États-Unis) -- Alfred Beamish (Grande-Bretagne) Charles Dixon (Grande-Bretagne) (V) 3-6 5-7 4-6
- 4 William Larned(États-Unis) (V)- Arthur Lowe (Grande-Bretagne)   6-3 1-6 7-5 6-1
- 5 Maurice McLoughlin (États-Unis) (V) - Charles Dixon(Grande-Bretagne) 8-6 3-6 6-3 6-2

## Challenge round

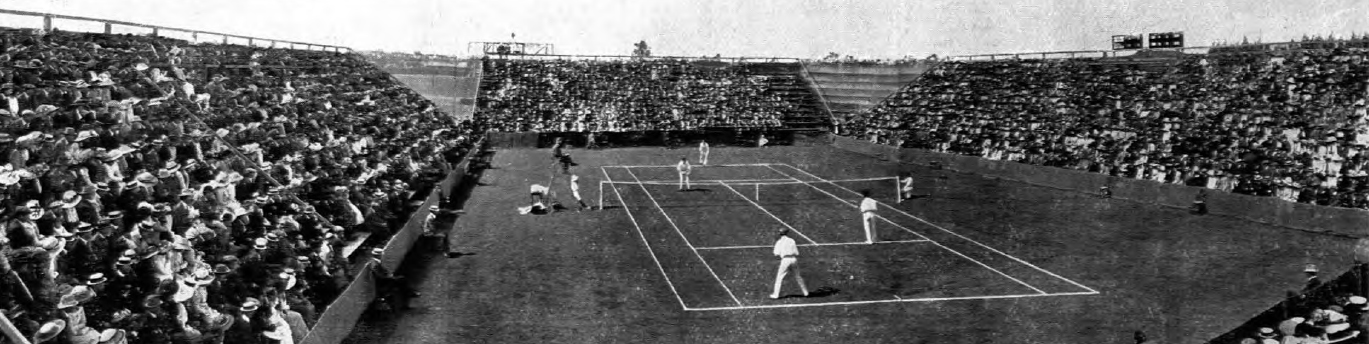
Match de double du challenge round.

Lieu :Hagley Park, Christchurch, Nouvelle-Zélande
Dates : du 1er janvier au 3 janvier 1912
 Australasie 4-0  États-Unis
- 1 Norman Brookes (Australasie) (V)- Beals Wright (États-Unis)  6-4 2-6 6-3 6-3
- 2 Rodney Heath (Australasie)(V)- William Larned (États-Unis)  5-7 6-4 6-4 6-4
- 3 Norman Brookes (Australasie)Alfred Dunlop (Australasie) (V)-- Beals Wright (États-Unis)Maurice McLoughlin (États-Unis) 6-4 5-7 7-5 6-4
- 4 Norman Brookes (Australasie) (V)- Maurice McLoughlin (États-Unis) 6-4 3-6 4-6 6-3 6-4
- 5 Rodney Heath (Australasie)(V) - Beals Wright (États-Unis) non disputé